# هایاو کاوابه

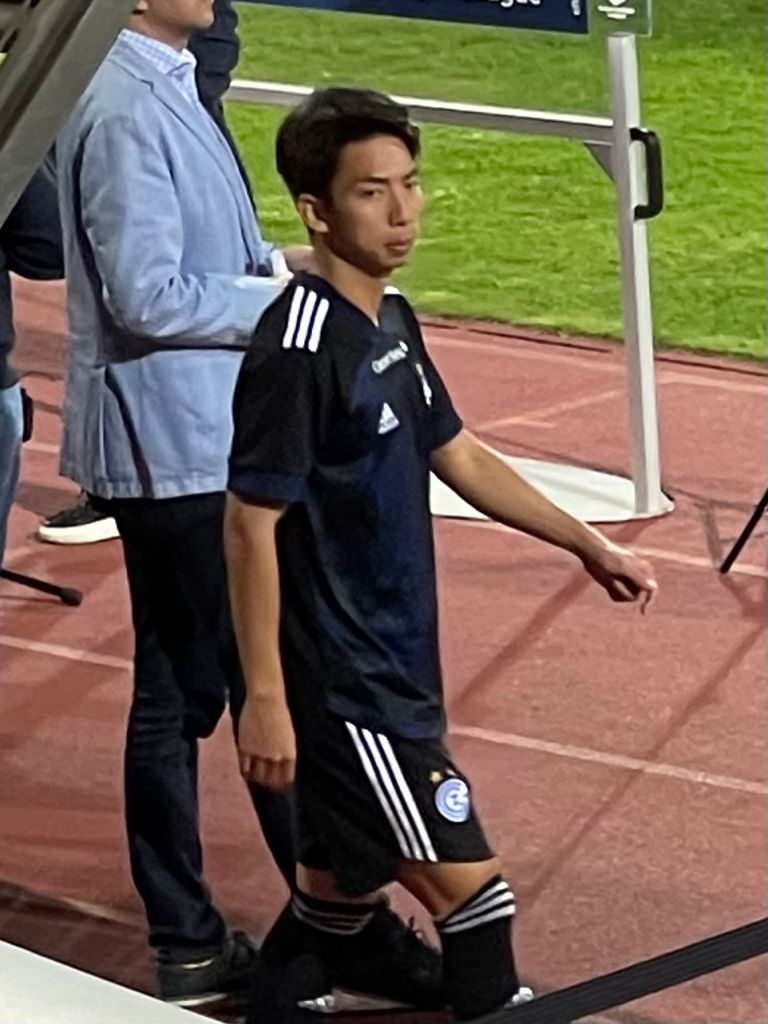
هایاو کاوابه در سال ۲۰۲۱

هایاو کاوابه (انگلیسی: Hayao Kawabe؛ زادهٔ ۸ سپتامبر ۱۹۹۵) بازیکن فوتبال اهل ژاپن است.
از باشگاه‌هایی که در آن بازی کرده‌است می‌توان به باشگاه فوتبال جوبیلو ایواتا اشاره کرد.